# Монтель, Бланш
Бланш Монтель (фр. Blanche Montel; 14 августа 1902, Тур, Эндр и Луара, Третья Французская республика — 31 марта 1998, Люзарш, Иль-де-Франс) — французская актриса
 театра и кино.

## Биография
Сниматься начала в 11-летнем возрасте в фильме «Девушка из Делфта» режиссёра Альфреда Машена. Позже играла на театральной сцене, пока не встретила видного режиссёра студии «Gaumont» Луи Фейада, который впечатлённый её свежестью и чувственностью, снял Монтель в трёх фильмах.
Выступала на сценах парижских театров Apollo, Théâtre du Gymnase Marie-Bell, Théâtre de la Michodière, Théâtre Saint-Georges и других.
В 1927—1933 годах была замужем за кинорежиссёром и сценаристом Анри Декуэном. В этом браке родился один ребёнок. Затем была в связи с актёром Жан-Пьером Омоном, пока тот не уехал в США в 1940 году.
За свою карьеру снялась в около 36 фильмах, в том числе немых.

## Избранная фильмография
- 1914 : La Fille de Delft — Юная Каати
- 1914 : Les Deux Gosses
- 1919 : Barrabas — Франсуаза Форез
- 1921 : Chichinette et Cie
- 1921 : Les Deux Gamines — Бланш
- 1921 : Zidore ou les Métamorphoses (короткометражка) — Жожо
- 1921 : Gustave est médium (короткометражка)
- 1921 : 'L’Orpheline — Долорес
- 1921 : Séraphin ou les jambes nues
- 1921 : Le Nuage (короткометражка)
- 1922 : La Fille des chiffonniers — Мариэтта'
- 1922 : Gaëtan ou le commis audacieux (короткометражка) — Розина
- 1922 : Son altesse
- 1923 :  L’Affaire du courrier de Lyon — Мадам Lesurques
- 1923 : Pax Domine
- 1923 : Прекрасная нивернезка / La Belle Nivernaise — Клара
- 1924 : Une vieille marquise très riche
- 1924 : Après l’amour
- 1925 : La Vocation d’André Carel
- 1925 : L'Éveilleur d’instincts (короткометражка)
- 1925 : Le Roi de la pédale
- 1928 : La Ronde infernale
- 1930 : L’Arlésienne — Виветта
- 1931 : Flagrant délit
- 1932 : La Bonne Aventure
- 1932 : Chassé-croisé (короткометражка)
- 1932 : Clair de lune
- 1933 : Три мушкетёра / Les Trois Mousquetaires — Констанция Бонасье
- 1933 : L’Enfant du miracle — Элиза
- 1933 : Les Bleus du ciel
- 1933 : Miquette et sa mère — Микетта Грандье
- 1933 : Le Passager clandestin (короткометражка)
- 1933 : La Maison du mystère
- 1934 : L’Aventurier
- 1938 : Mon père et mon papa
- 1938 : Durand bijoutier
- 1939 : En correctionnelle (короткометражка)
- 1940 : Les Surprises de la radio
- 1943 : L’Homme de Londres